# Privada del Álamo
Privada del Álamo är en ort i Mexiko.   Den ligger i kommunen Mineral de la Reforma och delstaten Hidalgo, i den sydöstra delen av landet, 90 km nordost om huvudstaden Mexico City. Privada del Álamo ligger 2 455 meter över havet och antalet invånare är 1 259.
Terrängen runt Privada del Álamo är kuperad åt nordost, men åt sydväst är den platt. Runt Privada del Álamo är det mycket tätbefolkat, med 1 135 invånare per kvadratkilometer. Närmaste större samhälle är Pachuca de Soto, 4,0 km nordväst om Privada del Álamo. Omgivningarna runt Privada del Álamo är i huvudsak ett öppet busklandskap.